# Ada (Ada, Srbija)
Ada je grad u Vojvodini, Srbija u istoimenoj općini. Nalazi se blizu rijeke Tise. Iako se grad geografski nalazi u Bačkoj, Ada je dio Sjevernobanatskog okruga. Prema popisu stanovništva iz 2002. godine, Ada ima 10 546 stanovnika.